# Палій Олександр Володимирович
Олекса́ндр Володи́мирович Палі́й (17 березня 1969 — 10 серпня 2014) — молодший сержант Збройних сил України, учасник російсько-української війни.

## Життєпис
Народився 1969 року (згідно з «Книгою пам'яті» — в місті Ташкент; Узбекистан).
Працював машиністом на ПАТ «АрселорМіттал Кривий Ріг».
У часі війни пішов одним з перших добровольців. Молодший сержант, головний сержант взводу, 40-й батальйон територіальної оборони «Кривбас».
10 серпня 2014-го БТР Олександра потрапив у засаду і підірвався на міні, загорівся. При спробі вибратися і загасити БТР був застрелений двома пострілами снайпера у спину. Тоді ж загинув вояк «Кривбасу» Сергій Бонцевич та два із «Правого сектору» — Олег Тарасюк й Анатолій Федчишин.
У Олександра залишилися хвора мати, дружина і син 1991 р.н.
Похований у Кривому Розі 13 серпня 2014-го, у місті оголошено жалобу.

## Нагороди та вшанування
- 15 травня 2015 року — за особисту мужність і героїзм, виявлені у захисті державного суверенітету та територіальної цілісності України, вірність військовій присязі під час російсько-української війни, відзначений — нагороджений орденом «За мужність» III ступеня (посмертно).[1]
- його портрет розміщений на меморіалі «Стіна пам'яті полеглих за Україну» в Києві: секція 2, ряд 10, місце 25.
- Нагороджено «Іловайським Хрестом» (посмертно).
- вшановується на щоденному ранковому церемоніалі вшанування захисників України, які загинули за свободу, незалежність і територіальну цілісність нашої держави[2]